# بطمون إيبيري
بطمون إيبيري (الاسم العلمي:Potamon ibericum) هو نوع من قشريات يتبع جنس البطمون من فصيلة البطمونات.